# Paulette Neyraud
Paulette Neyraud, née le 19 novembre 1928 à Lyon et morte le 24 janvier 2004 à Montpellier, est une joueuse française de basket-ball.

## Palmarès

### Sélection nationale
Championnat du monde
- Médaille de bronze du Championnat du monde 1953 au Chili

Championnat d'Europe
- 4e du Championnat d'Europe 1950 en Hongrie
- 7e du Championnat d'Europe 1952 en URSS

Autres
- Début en Équipe de France le 3 décembre 1949 à Bruxelles contre l'Équipe de Belgique
- Dernière sélection le 5 novembre 1955 à Paris contre l'Équipe de Hongrie[1].